# Daniel Bertoni
Daniel Ricardo Bertoni (* 14. März 1955 in Bahía Blanca, Provinz Buenos Aires, Argentinien) ist ein ehemaliger Fußballspieler und war neben Mario Kempes zu Zeiten der Fußball-Weltmeisterschaft 1978 teuerster argentinischer Spieler. Der Rechtsaußen nahm an zwei Weltmeisterschaften mit Argentinien teil, 1978 und 1982. 1978 wurde Argentinien im eigenen Land zum ersten Mal Weltmeister.
Zusammen mit Mario Kempes, der zwei Tore gegen die Niederländer erzielte, wurde er zum Helden des WM-Finales von 1978 und traf zum 3:1-Endstand. Zwar nahm Bertoni 1982 auch noch an der Weltmeisterschaft in Spanien teil und traf zweimal in der Vorrunde. Nach Niederlagen gegen den späteren Weltmeister Italien (1:2) und den Favoriten Brasilien (1:3) in der zweiten Finalrunde kam für den Titelverteidiger das vorzeitige Aus. Bertoni begann seine Laufbahn 1972 bei CA Independiente und setzte seine Karriere nach der WM 1978 in Spanien beim FC Sevilla fort. 1980 führte sein Weg nach Italien zum AC Florenz, um nach vier weiteren Jahren zum SSC Neapel zu wechseln. Seine fußballerische Aktivität beendete Bertoni in der Saison 1986/87 in Udine bei Udinese Calcio. Insgesamt erzielte er in 406 Ligaspielen 145 Tore.

## Erfolge
mit Independiente
- Argentinischer Meister: 1977 (Nacional)
- Copa Libertadores (3): 1973, 1974, 1975
- Copa Interamericana (3): 1973, 1974, 1975
- Weltpokal: 1973
- Bertoni steht auf Platz neun der erfolgreichsten Schützen von CA Independiente

mit Argentinien
- Weltmeister 1978 (6 Spiele / 2 Tore)